# Antimaçonnisme par pays
L'article antimaçonnisme par pays expose les diverses formes que prend cette idéologie au travers du monde et des époques depuis son apparition et sa condamnation officielle par la bulle pontificale In eminenti apostolatus specula en 1738.

## Allemagne
Le 17 août 1935, les nazis ont interdit la franc-maçonnerie, forte à l’époque de 60 000 membres, d’autant plus facilement qu’elle fut largement consentante. Ils lui reprochaient son cosmopolitisme et son culte du secret. Ils l’accusaient de retarder l’émergence de « l’homme nouveau » et d’être instrumentalisée par les juifs. Près de 1 800 Allemands payèrent de leur vie leur appartenance à la franc-maçonnerie.

## Arabie Saoudite
En 1977, la loge Red Sea No. 919 de la Grande Loge d'Allemagne à Jeddah fait l'objet d'une descente de la police secrète et ses membres, des expatriés américains pour la plupart, sont arrêtés, fouillés et détenus pendant trente jours dans les locaux de la police secrète et interrogés sur leurs activités. Leurs domiciles sont perquisitionnés et leurs effets confisqués.

## Autriche
En 1801, François Ier d'Autriche fait interdire la franc-maçonnerie.

## Bahrein
Le pays devient indépendant en 1971 et vers 1975 le gouvernement ordonne la fermeture des loges .

## Canada
Deux « périls » selon l'expression du jésuite Henri Bernard menacent la vie intellectuelle montréalaise au début du siècle : l'un anglo-protestant et l'autre maçonnique.
Jusqu'au milieu du XXe siècle, jusqu'à la révolution tranquille, l'ensemble de la vie culturelle et sociale du Québec est régie par l'Église catholique. L'éducation et la santé sont des enjeux importants. Des humanistes dont plusieurs francs-maçons créent la ligue de l'enseignement en 1902, mouvement qui réclame des réformes en prônant l'enseignement de l'hygiène à l'école, l'inspection sanitaire des écoles, l'élaboration d'un programme d'éducation physique et l'examen médical des écoliers. Mais plus largement encore, des médecins, dont plusieurs sont francs-maçons, cherchent à s'insérer dans le réseau de responsabilités sociales. Pour les opposants, le but de la ligue est de soustraire le domaine de l'éducation à la mainmise du clergé en chassant les évêques du Conseil de l'instruction publique, afin de saper l'autorité de l'Église dans la société.
L'abbé Antonio Huot exprime la vive réaction du clergé dans Le Fléau maçonnique publié en 1906.
L’antimaçonnisme fut aussi représenté au Québec, par des abbés catholiques dont le père Thomas Couët et l’abbé Georges Panneton. L’influence supposée de la franc-maçonnerie fut également dénoncée par Adrien Arcand, chef de groupuscules fascisants durant les années 1930 et directeur de plusieurs journaux antisémites. Des auteurs conspirationnistes comme René Bergeron et Serge Monast seront également des représentants de ce type de discours.
Au Canada anglais, le plus célèbre auteur d’écrits antimaçonniques et complotistes est William Guy Carr, dont les « documents » sur le Nouvel ordre mondial et les thèses sur le complot des Illuminati continuent d’influencer la littérature de complot. Carr a pris au sérieux les canulars de l'affaire Léo Taxil et il a contribué à perpétuer la réputation « sataniste » du maçon américain Albert Pike.
En février 1910, le Comité des citoyens, qui reçoit l'appui du mouvement nationaliste, porte les réformistes au pouvoir à Montréal. C'est le moment choisi par l'Association catholique de la jeunesse canadienne-française pour purger la vie montréalaise de l'infiltration maçonnique. Ses membres, Albert J. Lemieux et V. E. Beaupré, président d'une section du mouvement, bientôt rejoints par Charles Albert Millette, Jean-Baptiste Prince et J. Bourgoinbo, s'adonnent à de l'écoute, après avoir loué l'appartement situé au-dessus du local de la loge dans l'édifice La Patrie situé à l'angle de la rue Sainte-Catherine et hôtel-de-ville. Dans la foulée de ces événements, le maire J. J. Guérin, un Irlandais catholique ami intime de Paul Bruchési et membre de la faculté de médecine, ouvre une enquête le 28 juillet. Louis Laberge et Adelstan de Martigny sont interrogés, les membres de la loge maçonnique étant soupçonnés d'avoir voulu intervenir à l'occasion du congrès eucharistique de 1910. Mais l'enquête est jugée ultra vires (au-delà de ses compétences) par la cour supérieure.
Par ailleurs, au terme d'un procès, Lemieux, accusé de vol de documents et d'agression armée sur Ludger Larose, est acquitté. Mais Lemieux publie la liste des membres de la loge l'Émancipation et cette dénonciation entraîne la mise au ban avec pour conséquence directe pour de nombreux francs-maçons la perte de leur emploi. La loge l’Émancipation dut cesser toute activité.
Le clergé catholique a longtemps usé de son influence afin de décourager l'adhésion des francophones à la franc-maçonnerie. En butte aux attaques de Ignace Bourget de 1858 à 1870. Dès 1858, Bourget avait dénoncé la franc-maçonnerie dont les initiés fomentaient, selon lui, de « noirs complots » contre la religion et l'État. À ce moment, les loges étaient fréquentées par les citoyens anglophones les plus respectables. Le juge William Badgley, ancien procureur général du Québec, en était grand maître. Il avait succédé à Peter McGill et à Aide:Homonymie, deux anciens présidents de la Banque de Montréal et commerçants éminents. Dans le district de Québec, le grand maître était Claude Dénéchau, conseiller législatif, le premier Canadien-français à atteindre cette haute fonction maçonnique. Il y avait en effet deux grands maîtres au Québec depuis le début du XIXe siècle : l'un avait juridiction sur la région de Québec et de Trois-Rivières, l'autre sur celle de Montréal et de William-Henry (Sorel).

## Égypte
En 1952, quand le roi Farouk fut détrôné par Gamal Abdel Nasser, la franc-maçonnerie fut interdite.

## Espagne
Philippe V d'Espagne fait interdire et persécuter la maçonnerie en 1740.
En 1925, Miguel Primo de Rivera interdit la franc-maçonnerie sous le régime du directoire.
En 1936, la phalange espagnole a lancé une proclamation suffisamment éloquente : « Camarade ! Ton devoir est de pourchasser les juifs, la maçonnerie, le marxisme et le séparatisme. Détruis et brûle leurs journaux, leurs livres, leurs revues, leurs propagandes ».
Le premier décret antimaçonnique date du 15 septembre 1936 et émane du général Dalla Y Lahoz, commandant en chef des nationalistes aux îles Canaries.
Durant les débuts de la guerre civile, le simple fait d’être franc-maçon fut considéré comme un « délit de lèse-patrie » ainsi que le relevait l’article phalangiste d'Amanecer (es) du 16 septembre 1936. Les francs-maçons « ne pouvaient échapper à un châtiment exemplaire ». Il fallait « en finir avec la Maçonnerie et avec les Maçons ». Le simple fait d’être reconnu comme tel était suffisant pour que des centaines de personnes soient passées par les armes immédiatement sans aucune forme de jugement.
Le 21 décembre 1938, le général Francisco Franco décréta que toutes les inscriptions ou symboles de caractère maçonnique, ou qui pouvaient être jugés offensants pour l’Église catholique, devaient être détruits et enlevés de tous les cimetières de la zone nationale dans un délai de deux mois. Il inclut les loges dans les lois des Responsabilités politiques du 9 février 1939.
À la fin de la guerre civile espagnole, le 1er mars 1940, est promulguée la loi de Répression de la maçonnerie et du communisme qui prévoit la constitution d'un Tribunal spécial pour la répression de la maçonnerie et du communisme qui commence à fonctionner en 1941. Cette loi reste en vigueur jusqu'en 1963 qui voit la création du Tribunal de l'ordre public. L'ancienne loi est abrogée.

## États-Unis
En 1828, le Parti anti-maçonnique fut fondé à New York en réaction contre les penseurs libéraux (et premiers hommes politiques modernes américains) qui avaient fait la révolution de 1776 et surtout en réaction aux rumeurs d'assassinat par ses ex-frères de loge de William Morgan, un franc-maçon ayant décidé de quitter l’organisation et de révéler ses coulisses. Il eut une dizaine d'années d'activité puis ses membres rejoignirent le Parti whig. L'affaire Morgan, en une quinzaine d'années, réduit de moitié les effectifs maçonniques aux États-Unis et presque aucune nouvelle loge voit le jour durant cette période.

## France

### XIXesiècleet début duXXesiècle

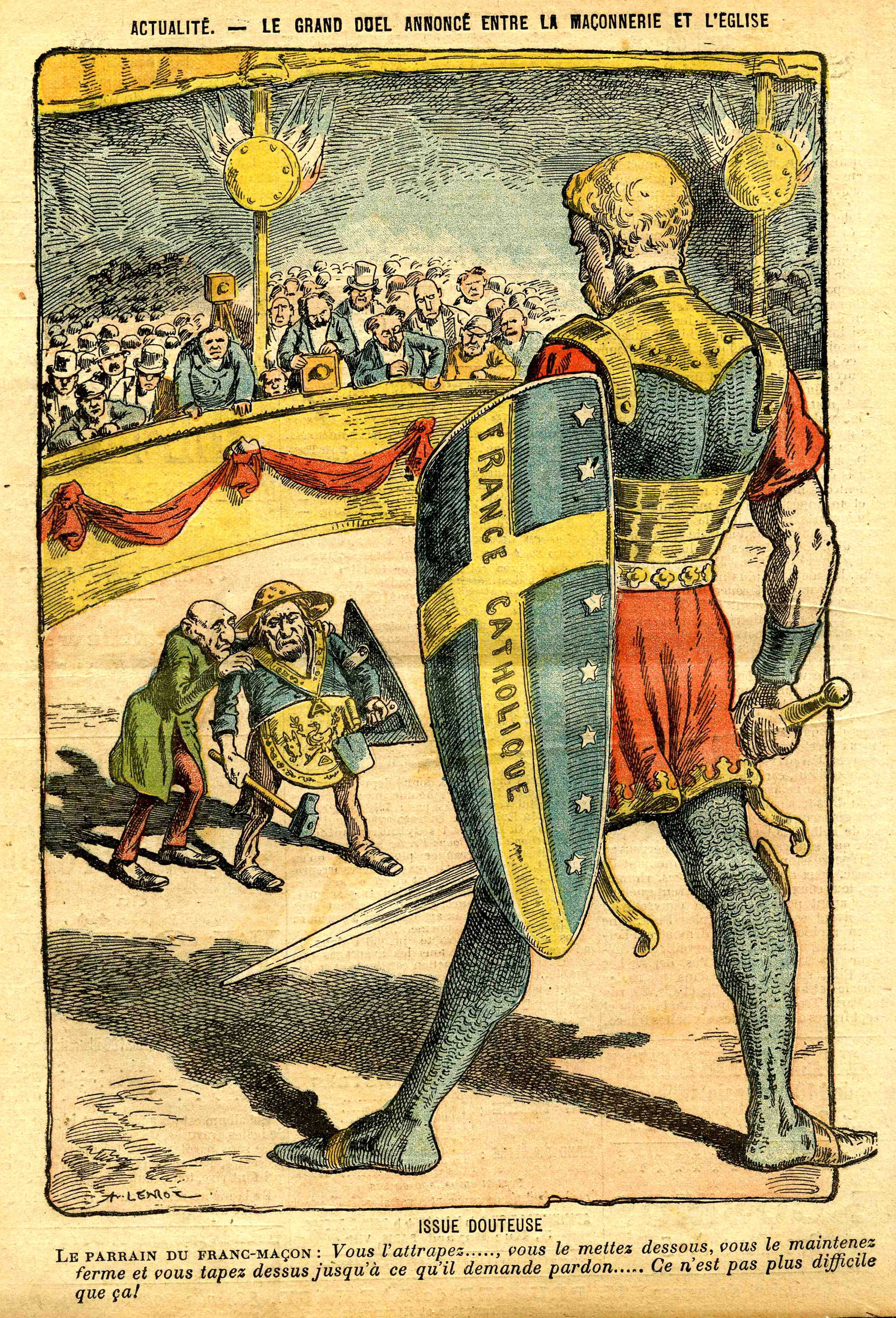
La France catholique attaquée par les Francs-maçons par Achille Lemot pour Le Pèlerin, 12 octobre 1902.

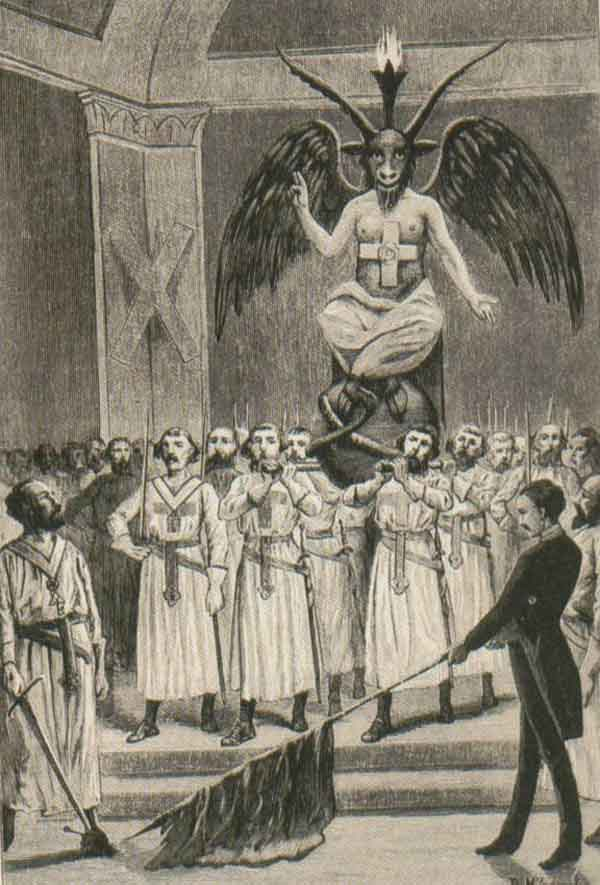
Rituel palladique. Invocation de Baphomet par des francs-maçons selon Léo Taxil.

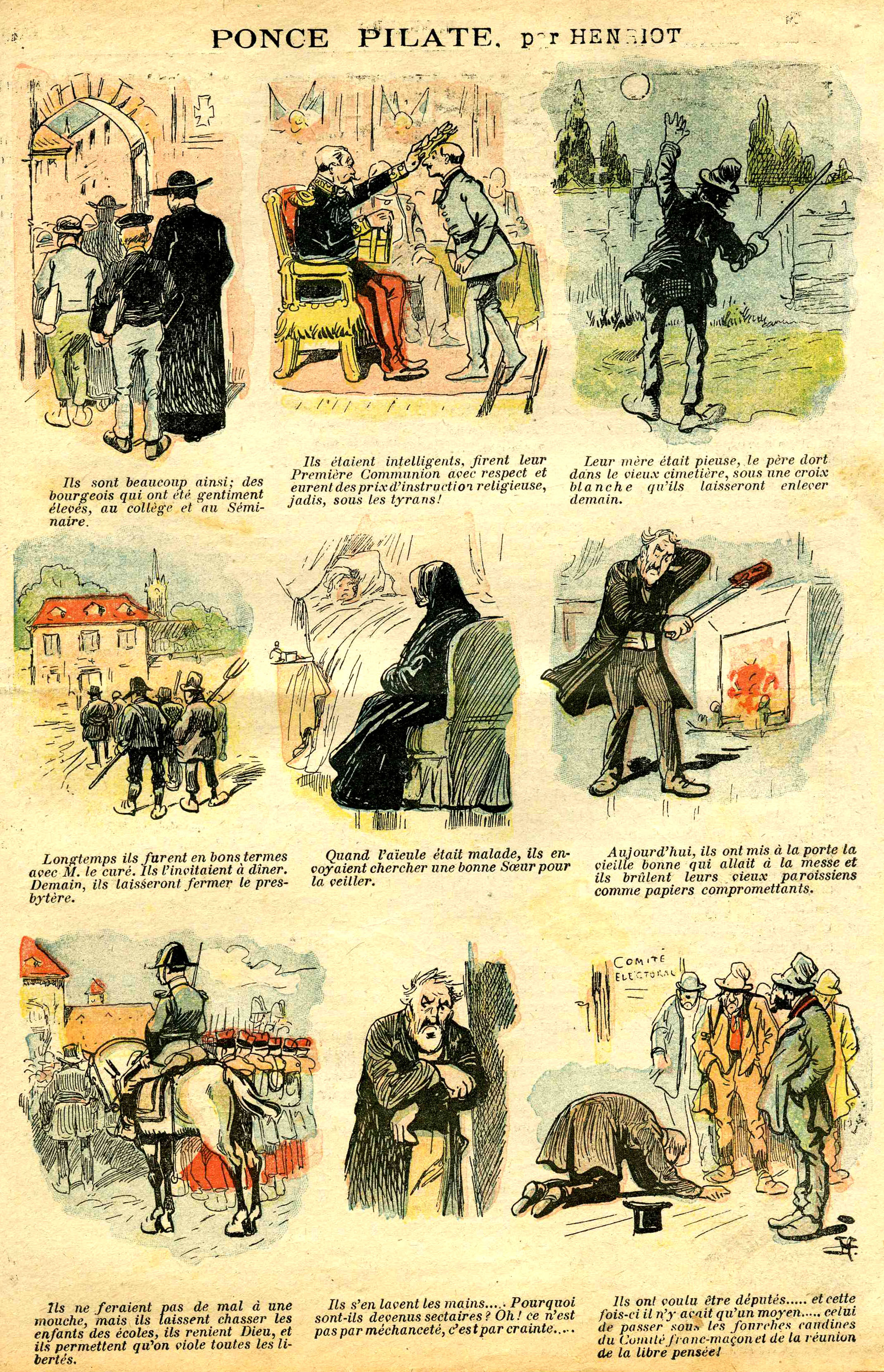
Bande-dessinée antimaçonnique d'Henriot pour Le Pèlerin, 8 septembre 1902.

En France, l’antimaçonnisme s’accentue à partir de 1884 à la suite de l’encyclique Humanum genus du pape Léon XIII qui condamne les activités de la franc-maçonnerie. Leur dénonciation culmine avec les propos de Léo Taxil qui, avec son mystification, va amalgamer la franc-maçonnerie et le satanisme, désignant le Baphomet à tête de bouc comme leur idole. Les années qui suivent voient une floraison du maçonnisme au sein des instances dirigeantes de l'armée et de l'antimaçonnisme à l'extérieur qui, avec l’affaire Dreyfus, se combine avec l’antisémitisme et l'antigermanisme. C’est alors que se propagent les dénonciations de complots judéo-maçonniques dans les milieux d’extrême droite et chez les nationalistes doctrinaires. De nombreuses revues se consacrent exclusivement à la dénonciation de la franc-maçonnerie et, en particulier, à l’implication du Grand Orient de France dans la vie politique de la Troisième République, comme dans l’exemple demeuré célèbre du député Henri Brisson.
En 1899, le journaliste antidreyfusard Jules Guérin fonde le Grand Occident de France, ligue antisémite et antimaçonnique française alors subventionnée par le duc d'Orléans.
L’Action française incluait l’antimaçonnisme comme doctrine officielle à travers les écrits de Charles Maurras sur les 4 états confédérés de l'Anti-France (à savoir les juifs, les protestants, les francs-maçons et les métèques) qu’il considérait comme trahissant les intérêts et la cohésion nationale.
Au tout début du XXe siècle la fameuse affaire des fiches, qui fit tomber le gouvernement d’Émile Combes, ne fit que renforcer cette tendance. Il s’agissait d’un fichage des opinions politiques et religieuses des officiers de l’armée française, demandé par le général Louis André, anticlérical virulent, aux loges maçonniques. Les 25 000 fiches ainsi constituées furent vendues au Figaro et publiées le 27 octobre 1904. Le scandale qui en découla amena la démission forcée quelques jours plus tard de ce général.
En 1906, la Ligue française antimaçonnique est fondée et animée par Paul Copin-Albancelli. Celle-ci, éclate trois ans plus tard, en 1909, et se reconstitue sous le nom de Ligue de défense nationale contre la franc-maçonnerie.
En 1933, l'affaire Stavisky, donna lieu à un regain d'hostilité à l'égard de la franc-maçonnerie car différents députés maçons, dont le président du conseil Camille Chautemps, y étaient impliqués. Cette hostilité aboutit aux émeutes antiparlementaires d'une partie de la droite et de l'extrême droite du 6 février 1934. Un projet de loi demandant la dissolution de la maçonnerie est présenté à la Chambre des députés le 28 décembre 1935, il est repoussé par 370 voix contre 91.

### Durant la Seconde Guerre mondiale
L’antimaçonnisme culmine en France avec le régime de Vichy notamment sous le gouvernement Darlan qui dissout les sociétés secrètes (et ainsi la franc-maçonnerie) par une législation antimaçonnique marquée par les lois des 13 août 1940 et 11 août 1941, 
dont l'abolition est intervenue les 14 mars 1943, 15 décembre 1943 et 9 août 1944. Pourtant les parlementaires francs-maçons n’avaient pas été moins nombreux que les autres à voter les pleins pouvoirs au maréchal Pétain : parmi les 388 parlementaires qui avaient voté pour l’attribution des pleins pouvoirs le 10 juillet, 96 étaient francs-maçons, et parmi les 80 parlementaires qui votèrent contre, une vingtaine l’étaient. En zone occupée, après avoir saisi ses biens et occupé ses locaux, les Allemands s’occupèrent assez peu de la franc-maçonnerie et se contentèrent de la politique anti-maçonnique du régime de Vichy. Le 11 août 1941, une deuxième loi anti-maçonnique, plus radicale, fut publiée. Elle décrétait la publication au Journal officiel des noms des francs-maçons identifiés par le Service des Sociétés secrètes et leur appliquait le Statut des Juifs (sans toutefois leur interdire d’exercer un emploi du secteur privé). Charles Riandey, Grand Secrétaire de la Grande Loge de France, envisagea de faire renaître sous l'égide du chef de gouvernement Pierre Laval une maçonnerie d’État à Vichy, ceci à la demande officielle de Pierre Laval.[Information douteuse][source insuffisante]
Bernard Faÿ, administrateur de la Bibliothèque Nationale, fut nommé chef du Service des sociétés secrètes basé rue Cadet, chargé de classer les archives saisies dans les loges, d'orchestrer la propagande anti-maçonnique et surtout de dresser des fiches afin de répertorier tous les anciens francs-maçons, de les surveiller et de les radier des professions libérales comme de la fonction publique. Il était secondé par Henry Coston et Philippe Poirson. Ce dernier, secrétaire de l'Union antimaçonnique de France, fut arrêté en 1943 par la Gestapo pour des raisons inconnues, et mort en déportation en Allemagne. Selon le militant antisémite et antimaçonnique Henry Coston, seuls les maçons qui militèrent contre l'occupant auraient été traqués par la police allemande, les autres auraient été laissés en paix et ceux qui collaborèrent obtinrent même des postes importants, à la direction des partis et des journaux.
Lors de la Libération, les organisations antimaçonniques furent dissoutes et plusieurs de leurs membres traduits en justice. Le vice-amiral Charles Platon fut exécuté sommairement par des résistants, et Jean Mamy, l’auteur du film Forces occultes fut fusillé en mars 1949 en tant qu’auxiliaire de la Gestapo. La franc-maçonnerie déplorait quant à elle la mort de 550 « frères » du Grand Orient de France et de 117 de la Grande Loge, la plupart fusillés ou morts en déportation non pas pour fait de franc-maçonnerie, mais pour faits de résistance.

### Antimaçonnisme contemporain
Le 13 janvier 2014, des tags sont apposés devant le temple maçonnique de la rue Ségalier à Bordeaux, datant de 1732 et rénové en 1981. Le 8 février, le même slogan est signalé sur le trottoir rue Cadet, au Grand Orient de France, comportant cette fois-ci une représentation de famille « traditionnelle » (papa, maman, garçon, fille se tenant la main) peinte en rose, au pochoir. Le tag rappelle alors la manifestation dissidente Jour de Colère, se tenant une dizaine de jours auparavant dans les rues de Paris, et durant laquelle est scandé : « Francs-maçons, ennemis de la nation ! » En 2016, un groupe d'extrême-droite brule une banderole portant des symboles maçonniques devant l’École nationale de la magistrature de Bordeaux au cours d'une manifestation accusant la justice française d'être « une secte de juges francs-maçons ».
Une autre forme d'intimidation contemporaine consiste à placer des « sentinelles » devant les lieux connus pour leur activité maçonnique, comme la veillée le 11 février 2014 par des opposants au mariage pour tous rue Cadet, siège du Grand Orient de France.
L'antimaçonnisme religieux continue d’être actif aussi au travers d'édition de « livres de révélations » par des détracteurs qui sont parfois d'anciens « francs-maçons repentis » comme Maurice Caillet, ancien membre du Grand Orient de France pendant 15 ans, auteur de J’étais franc-maçon en 2009, ou plus récemment en 2014 avec l'ouvrage de Serge Abad-Gallardo, ancien vénérable maître d'une loge du Droit humain, obédience à laquelle il appartient pendant 24 ans, qui publie J’ai frappé à la porte du Temple après une reviviscence de sa foi catholique qu'il affirme avoir obtenue après avoir « entendu le Christ dans une chapelle » en 2005 et « constaté la présence du diable et son œuvre maléfique dans une vie » en 2012. Dans cet ouvrage anti-maçonnique, il dénonce les liens et l'influence de la franc-maçonnerie sur les parlementaires et soutient que les loges maçonniques « conspirent » contre toute façon de penser qui ne serait pas la leur. Il affirme également que les secrets maçonniques sont « une arnaque commerciale » et divise les « frères » en trois catégories : les personnes à la recherche de réponses spirituelles, les affairistes à la recherche d'un réseau relationnel et les antichrétiens, héritiers de la Révolution française. En 2016 dans un ouvrage préfacé par Maurice Caillet dénommé Je servais Lucifer sans le savoir, il renouvelle ses allégations et dénonciations autour de la franc-maçonnerie, dont la pensée serait proche selon l'auteur, du « génie luciférien ».
En avril 2016, la Grande Loge de France est victime d'un piratage informatique important et voit 6 000 documents internes et de toutes natures copiés et diffusés sur un site anti-maçonnique et négationniste dénonçant le « Nouvel ordre mondial ». Ce site anti-maçonnique qualifie son action de diffusion de « franc-maçon papers » en référence aux révélations des « Panama papers ». Après avoir fait l'objet d'un mandat d'amener aux États-Unis et avoir été interpellé à son retour à Roissy, Laurent G., a été jugé et condamné à 12 mois de prison dont quatre mois ferme.
Dans la nuit du 9 au 10 mars 2019, dans la ville de Tarbes des membres du mouvement des gilets jaunes pénètrent dans le temple maçonnique de la ville et le saccagent complètement.

## Grande-Bretagne
En 1698 parut un pamphlet anonyme, imprimé à l'usage d'un gentleman nommé Winter, mais adressé « à toutes les personnes pieuses de Londres ». La Maçonnerie y était qualifiée de « secte diabolique » et ses membres de « sectateurs de l'Antéchrist ». La raison donnée est déjà l'argument classique : « si ces hommes ne font pas le mal, pourquoi s'assemblent-ils en secret et ont-ils des signes secrets ? » Le terme d'Antéchrist servant couramment chez les réformés à désigner le pape, certains érudits ont conjecturé que les francs-maçons furent soupçonnés d'être des cryptocatholiques.
Vers 1721 l'érudit anglais Lionel Vibert a dénombré jusqu'à quinze divulgations, comme celles d'être des ivrognes, s'assemblant dans le mystère pour boire entre eux seuls, ou des homosexuels, motif pour lequel ils n'admettent pas les femmes. En plein Londres, des anti-maçons organisent même des processions burlesques de personnages vêtus de tabliers et ornements maçonniques, comme les Gormogons.
Le principal représentant de l’antimaçonnisme anglais fut John Robison, contemporain et concurrent de l’abbé Barruel dont il s’est inspiré pour défendre, lui aussi, la thèse que la Révolution française aurait résulté d’un complot maçonnique. Au XXe siècle, l’essayiste Nesta Webster a consacré plusieurs ouvrages conspirationnistes dénonçant la franc-maçonnerie.
De nos jours, les nouveaux magistrats anglais sont tenus de déclarer leur appartenance à la franc-maçonnerie avant leur prise de fonction.
À la suite d'une commission d'enquête parlementaire, la Grande Loge unie d'Angleterre s'est vue contrainte de transmettre la liste de quelques maçons haut placés dans la police et la justice et accusés d'avoir indûment protégé quelques collègues et frères.
Environ un cinquième des magistrats de sexe masculin seraient francs-maçons.
Henry Coston a signalé les dénonciations se faisant entendre en Angleterre de ce qu'il a appelé la « Triple Alliance » tacite entre la dynastie royale, l'Église anglicane et la Grande Loge unie d'Angleterre.

## Indonésie
En 1961 la franc-maçonnerie est interdite par le président Soekarno.

## Irak
En 1958, toutes les loges formées sous le mandat britannique sont fermées lorsque le pays devient indépendant, en 1980, le code pénal irakien est changé par Saddam Hussein et le Parti Baas, interdisant la promotion des idées sionistes, incluant la franc-maçonnerie, ainsi que l'appartenance à des organisations s'y référant.

## Iran
En 1978 la Grande Loge d'Iran comptait 43 loges et 1035 membres, la Franc-maçonnerie fut interdite en 1979 avec la révolution islamique. À partir de juillet 1987, une loi fut promulguée par le Conseil suprême de la révolution culturelle où figuraient des critères qui interdisaient aux maçons de participer à la vie publique sans qu'ils ne soient directement désignés comme tels, mais la précédente mouture de la loi les désignait nommément[réf. nécessaire].

## Italie
Au début de 1818 il est fait interdiction depuis Vienne au gouvernement du royaume de Lombardie-Vénétie d'engager, nommer ou proposer pour un emploi public quiconque aurait appartenu à la Franc-maçonnerie, qui est interdite depuis la chute du royaume napoléonien d'Italie.
En 1914 le 14ème congrès du parti socialiste qui eut lieu à Ancône approuva à large majorité un ordre du jour signé par Benito Mussolini (délégué de la section de Milan du parti) et par Giovanni Zibordi, déclarant l'incompatibilité entre le socialisme et la Franc-maçonnerie et exigeant l'expulsion des Franc-maçons du parti.
Le 13 février 1923 le Grand Conseil du Fascisme a approuvé un ordre du jour présenté par Emilio Bodrero déclarant l'incompatibilité du fascisme avec la maçonnerie.
Le 19 mai 1925, la chambre de députés a approuvé une loi régissant les associations, présentée par Mussolini, et dirigée surtout contre la maçonnerie.
Le 18 novembre 1925 le Sénat ouvre la discussion sur la loi contre la maçonnerie, officiellement intitulée "Loi de régularisation de l'activité des associations et de l'appartenance à ces mêmes associations du personnel de l'Etat", qui est acceptée par 182 voix sur 192 présents. La loi est promulguée le 26 novembre 1925, elle prévoit la destitution et le licenciement de fonctionnaires, employés, agents civils et militaires de l'Etat et de l'administration publique, de tous ordres et degrés, appartenant à des associations agissant, même seulement partiellement, de façon clandestine ou occulte, et tenus par le secret.
L'affaire de la loge maçonnique P2 (Propaganda Due), interdite en 1981, provoqua un grave discrédit de la franc-maçonnerie italienne.
Depuis l'inauguration en 1986 de la sculpture en bronze dédiée au pape Paul VI au Sacro Monte di Varèse exécutée par le sculpteur Floriano Bodini sur demande de l'archiprêtre Pasquale Macchi, l'organisation catholique traditionaliste Chiesa Viva a dénoncé l'œuvre comme maçonnique à cause de la symbolique visible et géométrique particulière présente. Sur place des tractages de boîtes aux lettres furent organisés pour dénoncer l'œuvre. Ces accusations se rattachent aux nombreuses accusations d'infiltration maçonnique dans l'Église catholique émanant de ces milieux catholiques traditionalistes, vues comme ayant provoqué le concile Vatican II.
En 1992 une enquête judiciaire contre la franc-maçonnerie fut ouverte par le juge Agostino Cordova, elle fut finalement fermée, n'ayant rien trouvé de pénalement condamnable, par une décision du tribunal de Rome le 3 juillet 2000.
À la suite de cette enquête, en 1993 le journal L'Unità publia les noms de tous les membres de toutes les loges de Toscane, morts y compris; plusieurs des vivants eurent à faire face à toute sorte de discriminations, quelques-uns furent même licenciés parce que franc-maçons.
Les statuts de la Démocratie chrétienne prévoyaient que « ceux qui appartiennent à des associations maçonniques sont exclus du parti » et en 1984 le collège national du parti déclara nulle l'inscription au parti du conseiller régional de Toscane Filippo Luchi parce qu'il résulta être maçon. Le Mouvement 5 étoiles a repris cette interdiction à son compte, en l'appliquant aussi aux anciens franc-maçons,,.
La Ligue du Nord prévoit aussi dans ses statuts (art. 33) l'incompatibilité entre l'appartenance au parti et à la franc-maçonnerie . Cette incompatibilité est prévue aussi dans les statuts de la nouvelle « Ligue pour Salvini premier ».
Le Conseil supérieur de la magistrature italien a interdit depuis 1993 aux magistrats d'appartenir à une loge maçonnique.
La région des Marches, avec la loi régionale n. 34 du 5 août 1996, rend obligatoire une déclaration de non-appartenance à une loge maçonnique pour tous les candidats à une charge publique dans un organisme régional. La cour européenne des droits de l'homme a pour cela condamné l'Italie pour violation de l'art. 11 de la Convention européenne des droits de l'homme, qui garantit le droit à la liberté d'association.
En 2012 le tribunal de Prato a publié un document concernant les “Conditions et documents nécessaires pour l’inscription dans le registre des experts”, dans lequel on demandait aux candidats de déclarer leur appartenance éventuelle à une loge maçonnique. Cette exigence discriminatoire a fait que le Grand Orient d’Italie a présenté un recours à la Cour européenne des droits de l'homme de Strasbourg pour violation della Convention européenne des droits de l'homme, dont l'article 11 garantit la liberté d'association, qui ne peut être limitée que par des motifs d'ordre public ou de sécurité nationale. Au mois de janvier de 2024 le gouvernement italien a informé la Cour européenne des droits de l'homme qe le document en question a été annulé, en conséquence de quoi le recours a été archivé et les juges de la cour ont condamné l'Etat italien a rembourser au Grand Orient d'Italie la somme de 1.500 euro pour les dépenses.
En 2014 Beppe Grillo, chef de file du mouvement politique populiste « Mouvement 5 étoiles », accuse dans son blog la maçonnerie d'être avec la mafia et la finance la puissance occulte qui derrière la scène tire les ficelles de la politique italienne.
En 2017 ont été déposés au Parlement deux projets de loi visant à exclure les franc-maçons de tout emploi public : le premier de deux (24 février 2017, n. 2328, signataires Davide Mattiello et autres députés, tous à l'époque membres du Partito Democratico, parti de gauche et de gouvernement), demande la condamnation de trois à sept ans de prison pour quiconque organise, dirige ou promeut une société secrète et l'interdiction pendant cinq ans de tout emploi public. Sont considérées sociétés secrètes « les associations qui comportent un lien d'obéissance pris en forme solennelle comme celui des loges maçonniques ou d'autres associations semblables ». Le deuxième projet de loi (11 avril 2017, n. 4422, signataires Claudio Fava et autres députés du Movimento democratico progressista, parti de gauche qui à l'époque faisait partie de la majorité gouvernementale) demande l'interdiction pour tous les magistrats, policiers, militaires, employés de la fonction publique ou élus (depuis les conseillers communaux jusqu'aux députés au parlement) d'appartenance à des « associations maçonniques ou semblables ».
Le 1er août 2018 la Commission des affaires constitutionnelles de l'Assemblée régionale sicilienne approuve un projet de loi qui oblige les députés de la région à déposer dans les 45 jours une « déclaration même si négative d'appartenance à n'importe quel titre a des associations maçonniques ou similaires ». La loi est approuvée le 4 octobre 2018. Deux députés siciliens contestent la validité de cette loi régionale devant la Cour constitutionnelle de la République italienne.

## Jordanie
Le 9 juillet 1999, le ministre de l'Intérieur de Jordanie, Nayef al-Qadi, a confirmé que son ministère ne permettra pas que se tienne une quelconque activité maçonnique sur le territoire jordanien. Ce fut une réponse à l'annonce de l'intention de réaliser un acte d'investiture maçonnique dans la capitale, et ce en dépit du fait que le roi  Hussein aurait été initié en 1959 à Amman ou, selon d'autres sources en 1961 dans une loge de la Grande Loge des Pays Bas.

## Maroc
En 1956, au moment de l'indépendance du pays, la franc-maçonnerie est interdite par décret, mais elle reste tolérée.

## Pakistan
En 1972 la franc-maçonnerie est déclarée illégale par la président Zulfikar Ali Bhutto, qui confisque tous ses biens, elle est définitivement interdite en 1983.

## Palestine
Le 18 août 1988, le Hamas publie son programme où figurent de nombreux articles qui définissent et justifient ses actions. La franc-maçonnerie y est mentionnée trois fois en étant définie comme une ennemie de l'islam et alliée du judaïsme.

## Pays-Bas
Le gouvernement des Pays-Bas fait interdire la maçonnerie en 1738.

## Portugal
La franc-maçonnerie fut persécutée au XIXe siècle par les miguelistes et ensuite, après la prise de pouvoir d'António de Oliveira Salazar en 1932, interdite pendant l'Estado Novo dans les années 30 du XXe siècle (Loi n.º 1901 du 21 Mai 1935 contre les sociétés secrètes, proposée par José Cabral). En juillet 2021, les députés portugais approuvent l’obligation pour les hommes politiques de déclarer leur appartenance à la franc-maçonnerie. La Grande Loge Symbolique du Portugal et le CLIPSAS envisagent de porter plainte en justice contre l’Etat pour cette obligation jugée discriminatoire,.

## Russie
Le tsar Paul Ier de Russie interdit la maçonnerie en 1797. Sous Alexandre Ier de Russie on assista à un réveil des loges mais ce dernier, via son ministre Viktor Kotchoubeï, la fit interdire à nouveau en 1821. Lors du complot des décembristes en 1824, la plupart des conspirateurs sont francs-maçons, la maçonnerie est alors mise hors-la-loi et persécutée. Au lendemain de la révolution bolchévique, la plupart des francs-maçons qui composaient le gouvernement d'Alexandre Kerenski (10 sur 11 étaient maçons) sont emprisonnés, coupables de propager un humanisme petit-bourgeois marqué par un universalisme et un cosmopolitisme étranger aux réalités de la lutte des classes. En juin 1922, un décret signé par Mikhaïl Kalinine et Avel Enoukidzé signifie l'interdiction de sociétés, groupes, unions et associations qui n'auraient pas reçu du gouvernement l'autorisation d'exister. Les 3 et 12 août 1922 les décrets 622, 623 et 624 légalisant la liquidation de la franc-maçonnerie russe sont publiés. En décembre 1922, Léon Trotski, dans un long discours au IVe congrès du Komintern, dénonce l'idéologie de la maçonnerie française, coupable de réunir les ennemis de classe et de vouloir substituer la tolérance à la lutte armée.

## Serbie

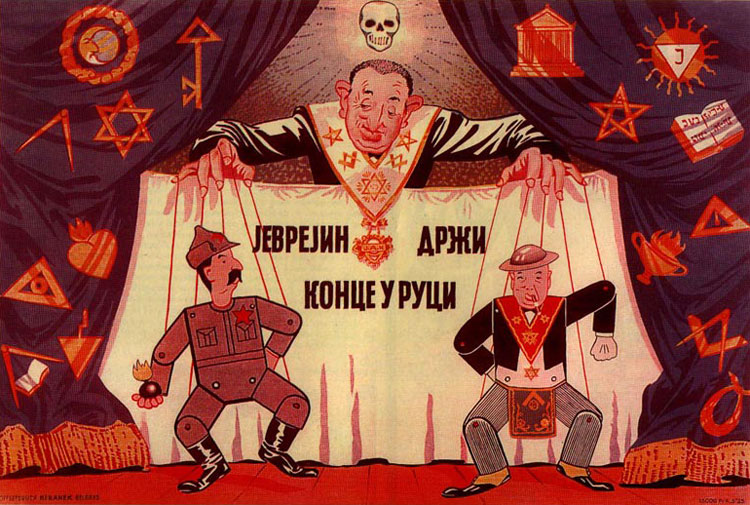
Affiche de l'Exposition antimaçonnique de Belgrade, 1941-1942.

Une grande exposition antimaçonnique (serbe : Antimasonska izložba) s'ouvrit à Belgrade le 22 octobre 1941. Cette exposition faisait partie d'une campagne de propagande de la part de collaborationnistes serbes à l'occupation allemande dont l'objet prétendait « démasquer le franc-maçon juif et la conspiration judéo-communiste qui est derrière les maux de notre société ». Cette exposition fut financée par la ville de Belgrade et des timbres commémoratifs furent édités à cette occasion en 1942. L'exposition aurait accueilli quelque 80 000 personnes.

## Suède
Le gouvernement suédois fait interdire la maçonnerie en 1738.

## Suisse
Le 8 septembre 1744, les seigneurs syndics du petit et du grand conseil interdisent la franc-maçonnerie à Genève. Le 3 mars 1745 ce sont les autorités bernoises qui l'interdisent.
En 1934, Arthur Fonjallaz, militant fasciste et antimaçon notoire, avec Georges Oltramare et Gottlieb Duttweiler, lança l'Initiative populaire « Interdiction des sociétés franc-maçonniques » pour l’interdiction de la franc-maçonnerie ; elle fut rejetée par 515 000 non contre 235 000 oui. Le canton de Fribourg, où l’influence de l’Église catholique était très forte, est le seul à l’avoir acceptée. En dépit de cette victoire politique, après la Seconde Guerre mondiale la maçonnerie suisse a perdu la moitié de ses effectifs, en tombant d’environ 5 000 membres en 1935 à environ 2 500 en 1945.
Gerhard Ulrich, président d'« Appel au peuple », association désirant venir en aide aux victimes - selon eux - des dysfonctionnements de l'appareil judiciaire suisse, a dénoncé la double appartenance à la franc-maçonnerie et à la magistrature en publiant sur internet des listes de tous les magistrats et avocats en exercice de Suisse accompagné de commentaires sur leur fonction et, s'il y a lieu, de leur appartenance à la franc-maçonnerie. Il a été condamné en 2007 à une peine de prison ferme pour diffamation. Afin d'éviter la prison, il ne s'est pas présenté à la deuxième séance de son procès avant d'être interpellé début mars 2009[réf. souhaitée].
Marc-Étienne Burdet, candidat aux élections du gouvernement du canton de Vaud en 2003 et en 2004 sur la liste du « Défi vaudois », a comparé la structure du pouvoir maçonnique avec celle d'une mafia et l'a dénoncé comme étant incompatible avec la démocratie, argumentant que les loges se déclarent comme souveraines et qu'elles appliquent leur propre constitution. Il a proposé le lancement d'une initiative fédérale pour y remédier.
François de Siebenthal, citoyen suisse et consul général honoraire de la République des Philippines en Suisse, candidat aux élections du gouvernement du canton de Vaud en 2004 en tant qu'indépendant, a dénoncé l'appartenance à la franc-maçonnerie de certaines personnalités politiques via le site internet qu'il anime en s'inspirant d'une rhétorique catholique traditionaliste.
Éric Bertinat, député du canton de Genève, et secrétaire général de section de l'Union démocratique du centre confie à l'Express en 2004 la responsabilité évidente de la franc-maçonnerie dans l'agenda de la vie politique, notamment sur les questions de l'euthanasie, de la libéralisation des drogues, du partenariat enregistré. Ces déclarations ainsi qu'un article dans le journal le Temps, lui vaudra des remontrances de son parti, la section genevoise de l'UDC. Ainsi la fraction UDC du municipal de la ville dénoncera unanimement l'hostilité d'Éric Bertinat envers la franc-maçonnerie. Il répondra alors rester perplexe devant un lien maçonnique qui semble être supérieur à celui qui devrait unir au sein d'un même parti.
En 2015 le canton du Valais, sur initiative du parti de l'Union démocratique du Centre et avec l'appui du Parti démocrate-chrétien, a fait voter au mois de septembre par le Grand Conseil l'obligation pour les députés de déclarer leur appartenance à une loge maçonnique ou à un club de service (comme Rotary International, Lions Clubs ou Kiwanis), alors que la Cour Européenne des Droits de l'Homme a déjà statué en 2007 l'illégalité d'une telle obligation . Le vendredi 11 septembre, pour deux voix, le parlement a renoncé à obliger les élus membres d’une loge maçonnique à s’annoncer.

## Tunisie
Après 1974 la Franc-maçonnerie est formellement proscrite et aucune obédience n'est autorisée, en dépit du fait que le président Habib Bourguiba ait été initié dans une loge du Grand Orient de France lors d'un séjour à Grenoble.

## Turquie et Empire ottoman
Après que le pape Clément XII a excommunié la maçonnerie en 1738, la communauté chrétienne influente de l'Empire ottoman fit pression sur le sultan turc afin qu'il interdise la maçonnerie par l'accusation d'athéisme, ce qui fut fait.[réf. nécessaire]
Le sultan Abdülhamid II subit un coup d'État en 1908, les séditieux furent accusés d'appartenir à la franc-maçonnerie.[réf. nécessaire]

## Yémen
En 1967, lorsque le pays devient indépendant, le Freemason's Hall est réquisitionné par l'armée, la Franc-maçonnerie ne peut plus s'en servir et doit se réunir dans d'autres lieux, toute activité cessant complètement après 1970 .